# Frank Masmeijer
Frank Masmeijer (Hilversum, 25 augustus 1961) is een Nederlands voormalig televisiepresentator, voormalig semiprofessioneel voetballer, zanger en horecaondernemer. Masmeijer bepaalde een decennium lang mede het gezicht van de NCRV. Na zijn televisiecarrière vestigde Masmeijer zich in België als uitbater van horecagelegenheden. In 2014 werd hij gearresteerd op verdenking van cocaïnesmokkel, waarvoor hij werd veroordeeld.

## School en voetbal
Masmeijer werd geboren in Hilversum. Na de havo te hebben gevolgd woonde Masmeijer twee jaar in het voetbalinternaat van Go Ahead Eagles in Deventer en behaalde hij zijn vwo-diploma. In zijn tienerjaren was Masmeijer voetballer in het jeugdteam van de club. Daarna voetbalde hij als amateur bij FC Hilversum.

## Televisie
In 1985 maakte Masmeijer na een screentest zijn tv-debuut als presentator bij de NCRV. Testcase voor Masmeijer was het spelletjesprogramma de Helemaal alleen in je eentje show. Hij presenteerde grote shows als de Holidayshow. In 1989 kwam Masmeijer bij een andere bekende productie terecht toen hij de presentatie van het populaire Dinges overnam van Martine Bijl.
Als NCRV-coryfee werd hij een aantal malen ingezet als presentator rond liefdadigheidsprogramma’s. Zo presenteerde hij (samen met Marijke Amado) Drempels Weg; een grote actie voor lichamelijk gehandicapten en een showprogramma rond SOS Kinderdorpen.
In 1994 kwam aan de samenwerking met de NCRV een abrupt einde. De omroep gaf in de media aan dat Masmeijer niet meer paste in de programmering. Rond zijn vertrek ontstond echter tumult. Zo zou Masmeijer in zijn laatste show een persoonlijke vriend een droomreis hebben laten winnen, wat door Masmeijer werd ontkend. In 2017 beweerde een vriend die aan de show had meegedaan, dat hij door Masmeijer inderdaad onreglementair geholpen was. Voorafgaand aan de show zou Masmeijer hem het antwoord op een vraag doorgespeeld hebben.
Na zijn afscheid van de NCRV maakte Masmeijer nog een aantal tv-programma's voor de WDR. Ook kwam hij terecht in de stal van producent John de Mol ten tijde van Sport 7. Voor de sportquiz Aanvalluh!! nam hij dertig afleveringen in één week op. Veel werden er niet uitgezonden. Na drie maanden hield de zender op te bestaan en dit betekende ook het eind van Masmeijers televisiecarrière.
In juli 2025 was Masmeijer te zien in het SBS6-programma Het waren 2 fantastische dagen.

## Horeca
Vervolgens begon Masmeijer in België als horecaondernemer. In 1997 opende hij een grand café in het enorme Wijnegem Shopping Center. In 2003 kwam daar ook een grand café bij in het Waasland Shopping Center in Sint-Niklaas, en later dat jaar nog een zaak in Ninove. Deze zaken werden door collega's overgenomen, en op 23 november 2012 opende Masmeijer de horecazaak Bastille in Sint-Niklaas, die amusement, optredens en tal van evenementen moest brengen. Bastille ging evenwel al na minder dan een jaar in oktober 2013 failliet.

## Cocaïnesmokkel
Op 14 oktober 2014 werd Masmeijer opgepakt door de Belgische politie. Hij werd verdacht van smokkel van 467 kilo cocaïne en deelname aan een criminele organisatie, samen met onder meer een groenteboer en een familielid van zijn vrouw, die in de haven van Antwerpen werkte. De bende zou hebben geprobeerd de cocaïne, met een straatwaarde van 23 miljoen euro België binnen te smokkelen, verstopt in een pallet bananen uit Zuid-Amerika. Masmeijer was onder meer met het familielid van zijn vrouw in een auto van de fruithandel naar de haven gegaan om de partij op te halen. De douane rook echter onraad en het tweetal kreeg de 'bananen' niet mee. Masmeijer zat tien maanden in voorarrest, waarvan acht maanden in de gevangenis van Antwerpen en twee maanden thuis, met een enkelband.
Op 30 juni 2015 werd Masmeijer op vrije voeten gesteld met huisarrest en een enkelband.
In 2016-2017 werkte Masmeijer mee aan de SBS6-televisiedocumentaire De zaak Frank Masmeijer van Thijs Zeeman, maar hij was niet tevreden over het resultaat, omdat Zeeman erg kritisch over hem was. Ook werkte Masmeijer mee aan het boek "Frank en Vrij" van Nick Dijkman, dat niet alleen ingaat op de zaak maar ook op zijn levensverhaal.
Masmeijer bleef in de media zijn betrokkenheid ontkennen. Op 13 oktober 2017 werd hij veroordeeld tot een onvoorwaardelijke gevangenisstraf van acht jaar en een geldboete van 48.000 euro voor de smokkel van 467 kilo cocaïne. Volgens de persrechter was de straf zo hoog omdat hij volgens de rechtbank opdracht had gegeven voor het vervalsen van leveringsbonnen waarmee een poging gedaan werd om de in de bananenpartij verstopte cocaïne op te halen. De criminele organisatie waarvan Masmeijer volgens de rechtbank deel uitmaakte bestond uit vijfentwintig personen, die allen voor de rechtbank waren gebracht. De rechtbank beschouwde Masmeijer niet als een van de bazen, maar als een lid van de organisatie. De rechtbank verordonneerde zijn onmiddellijke arrestatie. Masmeijer besloot in hoger beroep te gaan. Op 27 juni 2019 werd Masmeijer in hoger beroep veroordeeld tot 9 jaar celstraf en een boete van 90.000 euro.
Eind 2021 werd Masmeijer van België overgeplaatst naar Nederland om het restant van zijn straf uit te zitten. Op 20 juli 2022 werd bekend dat hij eind juni was vrijgelaten na gratieverlening door koning Willem-Alexander. De gratie werd verleend op verzoek van een speciaal aangestelde rechter en minister voor Rechtsbescherming Franc Weerwind. Het Openbaar Ministerie had geadviseerd geen gratie te verlenen.

## Privé
Masmeijer was van 1990 tot 2017 getrouwd met Sandra Birsak, een voormalige danseres uit het ballet van de Holidayshow. Ze hebben twee dochters. Een van zijn dochters deed in 2016 mee aan het zevende tv-seizoen van The voice of Holland.

## Documentaire
In juni 2023 verschijnt op Viaplay de documentaire Gratie: Het Ware Verhaal van Frank Masmeijer, van Roy Dames.